# Сидни Свини
Сидни Бернис Свини (енгл. Sydney Bernice Sweeney; Спокен, 12. септембар 1997) америчка је глумица. Позната је по улози Кеси Хауард у серији Еуфорија (2019—данас) и Оливије Мосбахер у серији Бели лотос (2021). Двапут је била номинована за награду Еми за програм у ударном термину.

## Детињство и младост
Свинијева је рођена и одрасла у Спокену, где је похађала школу Сент Џорџ. Има млађег брата, Трента. Њена мајка је адвокат, а отац ради на пољу медицини. За глуму се заинтересовала након што је желела да иде на аудицију за улогу у независном филму који се снимао у области Спокена. Како би убедила родитеље да јој дозволе да се бави глумом, представила им је петогодишњи бизнис план.
Свинијева је почела да иде на аудиције и да резервише комерцијалне глумачке послове у Сијетлу и Портланду, где је породица привремено боравила, све док није одлучила да се пресели у Лос Анђелес када је имала 14 година.

## Каријера
Свинијева је имала гостујуће улоге у серијама као што су Беверли Хилс, 90210: Следећа генерација, Злочиначки умови, Увод у анатомију и Слатке мале лажљивице.
Свинијева је глумила Емалин Адарио у серији Netflix-а, Све је срање!, која се вртела око две групе средњошколаца у Орегону 1996. године. Потом се појавила у мини-серији HBO-а, Оштри предмети, где је тумачила Алис, цимерку коју лик Ејми Адамс упознаје у психијатријској установи. Њен лик је првобитно требало да има мању улогу, али редитељ ју је стално доводио за више сцена. За ту улогу, Свинијева је проучавао приче девојака које су патиле од душевних болести и самоповређивања, а посећивала болнице које су имале пацијенте који су се самоповредили. Свинијева је снимала серије Све је срање! и Оштри предмети истовремено, снимајући прву током недеље, а другу током викенда.
Свинијева је добила улогу у трилеру Скривена порука из 2018. године. Глумила је споредну улогу током друге сезоне дистопијске трагедије Слушкињина прича као Еден Спенсер, побожна и послушна девојка. Такође је глумила хероину у хорор филму, Along Came the Devil. Следеће године наступа у драмском филму Clementine, филму о одрастању Big Time Adolescence и драмском филму Квентина Тарантина, Било једном у Холивуду. Исте године Свинијева је такође глумила у тинејџерској драмској серији Еуфорија као Кеси Хауард, „тинејџерка са промискуитетном репутацијом”.
Године 2020. Свинијева је глумила телевизијском филму Nocturne. Такође глуми у серији The Players Table, адаптацији романа Џесике Гудман They Wish They Were Us која ће се емитовати на HBO Max-у. Свинијева ће такође бити извршна продуценткиња у оквиру своје продукцијске куће, Fifty-Fifty Films. У адаптацији ће глумити певачица Холси, са којом је Свинијева радила на музичком споту за Холсину песму „Graveyard”. У лето 2021. појавила се у мини-серији HBO-а, Бели лотос, сценаристе и редитеља Мајка Вајта.

## Приватни живот
Од фебруара 2022. верена је за свог дугогодишњег партнера, Џонатана Давина.

## Филмографија

### Филм
| Година | Српски назив           | Изворни назив | Улога                         | Напомене     |
| ------ | ---------------------- | ------------- | ----------------------------- | ------------ |
| 2009.  | Н/Д                    |               | Лиса                          |              |
| 2010.  | Н/Д                    |               | Сара Децер                    |              |
| 2010.  | Н/Д                    |               | Саманта Рајт                  | кратки филм  |
| 2010.  | Н/Д                    |               | изгубљена девојка             | кратки филм  |
| 2010.  | Одељење                |               | млада Алис                    |              |
| 2013.  | Н/Д                    |               | Емили                         |              |
| 2014.  | Н/Д                    |               | Ени                           |              |
| 2015.  | Н/Д                    |               | Лили Вудс                     | кратки филм  |
| 2015.  | Н/Д                    |               | Лија                          | кратки филм  |
| 2015.  | Н/Д                    |               | Џулија                        |              |
| 2015.  | Н/Д                    |               | мала Џени Хачкинс             | кратки филм  |
| 2015.  | Н/Д                    |               | Ема                           |              |
| 2016.  | Н/Д                    |               | Келси Конорс                  |              |
| 2016.  | Н/Д                    |               | Хејли Самерс                  |              |
| 2017.  | Н/Д                    |               | Ајда                          |              |
| 2017.  | Н/Д                    |               | Сем                           |              |
| 2017.  | Н/Д                    |               | млада Пејџ                    | кратки филм  |
| 2018.  | Н/Д                    |               | Али                           |              |
| 2018.  | Н/Д                    |               | Саманта                       |              |
| 2018.  | Скривена порука        |               | звезда падалица               |              |
| 2018.  | Н/Д                    |               | Ешли                          |              |
| 2019.  | Н/Д                    |               | Холи                          |              |
| 2019.  | Н/Д                    |               | Лана                          |              |
| 2019.  | Било једном у Холивуду |               | „Снејк”                       |              |
| 2020.  | Н/Д                    |               | Џулијет Лоу                   |              |
| 2021.  | Н/Д                    |               | Скарлет                       |              |
| 2021.  | Н/Д                    |               | Пипа                          |              |
| 2021.  | Ноћни зуби             |               | Ева                           |              |
| 2023.  | Само не ти             |               | Беа                           |              |
| 2024.  | Мадам Веб              |               | Џулија Корнвол / Спајдервумен |              |
| 2024.  | Безгрешна              |               | Сесилија                      |              |
| Н/Д    | Н/Д                    | [ 25 ]        | Френи                         | у продукцији |

### Телевизија
| Година     | Српски назив                            | Изворни назив | Улога                                          | Напомене                                                       |
| ---------- | --------------------------------------- | ------------- | ---------------------------------------------- | -------------------------------------------------------------- |
| 2009.      | Хероји                                  |               | девојчица                                      | епизода: „Четврто поглавље ’Хистерично слепило’”               |
| 2009.      | Злочиначки умови                        |               | Дени Дорестер                                  | епизода: „Изневерен”                                           |
| 2010.      | Н/Д                                     |               | Кајла Едвардс                                  | епизода: „Пилот”                                               |
| 2010.      | Беверли Хилс, 90210: Следећа генерација | 90210         | девојчица                                      | епизода: „Колико дуго је тај Лијам на прозору”                 |
| 2011.      | Н/Д                                     |               | Келси Варгас                                   | епизода: „Мачеви и магија”                                     |
| 2011.      | Н/Д                                     |               | Изи Фишерман                                   | телевизијски филм                                              |
| 2014.      | Увод у анатомију                        |               | Ерин Вивер                                     | епизода: „Не започињи”                                         |
| 2017.      | Н/Д                                     |               | Мадлин Рејон                                   | глас; епизода: „Добро дошли у школу за чудовишта”              |
| 2017.      | У средини                               |               | ученица бр. 1                                  | епизода: „Последњи тест”                                       |
| 2017.      | Слатке мале лажљивице                   |               | Вила                                           | епизода: „Док нас смрт не растави”                             |
| 2017.      | Н/Д                                     |               | Хејли Карен                                    | веб-серија; 7 епизода                                          |
| 2018.      | Све је срање!                           |               | Емалин Адарио                                  | главна улога; 10 епизода                                       |
| 2018.      | Слушкињина прича                        |               | Еден Спенсер                                   | споредна улога; 7 епизода                                      |
| 2018.      | Оштри предмети                          |               | Алис                                           | мини-серија; споредна улога; епизоде: „Прљавштина”, „Поправка” |
| 2018.      | Н/Д                                     |               | Мини ’Девојка од папира’                       | кратки филм                                                    |
| 2018.      | Н/Д                                     |               | Саманта                                        | телевизијски филм                                              |
| 2019—данас | Еуфорија                                |               | Кеси Хауард                                    | главна улога                                                   |
| 2021.      | Бели лотос                              |               | Оливија Масбахер                               | мини-серија; главна улога                                      |
| 2021.      | Н/Д                                     |               | Barbie, Рајли Андерсен, девојка у биоскопу (гласови) | 2. епизоде                                                     |
| Н/Д        | Н/Д                                     |               | Н/Д                                            | препродукција; главна улога                                    |

### Веб
| Година | Српски назив | Изворни назив | Улога              | Напомене                   |
| ------ | ------------ | ------------- | ------------------ | -------------------------- |
| 2020.  | Н/Д          |               | Вини Чапман (глас) | епизода: „Вини, Бети и...” |
| 2021.  | Н/Д          |               | Скарлет            |                            |

### Музички спотови
| Година | Назив | Извођач |
| ------ | ----- | ------- |
| 2019.  | „”    | Холси   |